# О’Брайен, Доннхад, 2-й граф Томонд
Доннхад (Доноу) О’Брайен (ум. 1 апреля 1553) — 2-й граф Томонд (1551—1553), старший сын Конхобара мак Тойрделбайга О’Брайена (ум. 1539), короля Томонда (1528—1539).

## Биография
Старший сын предпоследнего короля Томонда Конхобара (Коннора) мак Тойрделбайга О’Брайена (1528—1539). Его матерью была Аннабель де Берк, младшая дочь Улика де Берка (Рыжего) из Кланрикарда.
В 1539 году после смерти Коннора О’Брайена, короля Томонда, его старший сын Доннхад (Доноу) был ещё несовершеннолетним. Поэтому новым королём Томонда был избран его дядя Мурроу О’Брайен (ум. 1551), ставший главой клана О’Брайен. Дядя Мурроу и племянник Доноу, оспаривавшие друг у друга королевский титул, обратились за поддержкой к английскому королю Генриху VIII Тюдору. 1 июля 1543 года Мурроу и Доноу О’Брайены принесли вассальную присягу на верность английской короне. Английский король Генрих Тюдор пожаловал Мурроу О’Брайену титулы графа Томонда и барона Инчикуина, а его племянник Доноу (Доннхад) получил титул барона Ибракана и право на наследование графского титула после смерти своего дяди Мурроу.
В ноябре 1551 года после смерти своего дяди Мурроу О’Брайена Доноу О’Брайен получил титул 2-го графа Томонда.
1 апреля 1553 года Доноу О’Брайен скончался после нападения его братьев на родовую резиденцию — Эннис. Младший брат Доноу Дональд О’Брайен был провозглашен королём Томонда со стороны клана Дал Кайса, а Коннор О’Брайен, старший сын Доноу, вступил в союз с англичанами и восстановил контроль над своими землями.

## Семья и дети
Доноу (Доннхад) О’Брайен был женат на Хелен Батлер (1523—1597), дочери Пирса Батлера, 8-го графа Ормонда (ок. 1467—1539), и леди Маргарет Фицджеральд (ок. 1473—1542). Их дети:
- Маргарет О’Брайен (ум. 1568), жена Дермода О’Брайена, 2-го барона Инчикуина (ум. 1557), и Ричарда де Берка, 2-го графа Кланрикарда (ум. 1582)
- Коннор О’Брайен (ок. 1535—1581), 3-й граф Томонд (1553—1581)
- сэр Донал О’Брайен (ум. 1579)
- Хонора О’Брайен (ум. 1579), 1-й муж — Тейг МакНамара, 2-й муж — Доноу О’Брайен

У Доноу О’Брайена также была незаконнорождённая дочь Мэри О’Брайен, жена Теобальда Берка, сына Уильяма Берка, 1-го барона Берка из Коннелла, и Кэтрин Фицджеральд.